# Романов, Арсений Иванович
Арсе́ний Ива́нович Рома́нов (19 декабря 1916, Черемисский Турек, Уржумский уезд, Вятская губерния, Российская империя — 6 марта 2003, Йошкар-Ола, Марий Эл, Россия) — советский и российский деятель сельского хозяйства, общественный деятель. Заместитель министра сельского хозяйства Марийской АССР (1951, 1953—1955), начальник Марийской государственной семенной инспекции (1972—1994). Заслуженный агроном РСФСР (1960). Кавалер ордена Ленина (1971). Депутат Верховного Совета Марийской АССР V—VI созыва (1959—1967).

## Биография
Родился 19 декабря 1916 года в п. Мари-Турек ныне Республики Марий Эл в семье крестьянина-середняка. 
В 1935 году окончил Нартасский сельскохозяйственный техникум. На протяжении всей жизни работал в области сельского хозяйства Марийской республики. В 1935—1943 годах — агроном, директор Параньгинской МТС, в 1947—1951 годах — начальник Марийского республиканского сортового управления. В 1951 и 1953—1955 годах был заместителем министра сельского хозяйства Марийской АССР. В 1953 году окончил Ленинградский институт прикладной зоологии и фитопатологии.
В 1955—1960 годах — председатель колхоза имени В. Мосолова Мари-Турекского района, в 1960—1963 годах — главный агроном совхоза «Семёновский», в 1963—1970 годах — начальник управления сельского хозяйства Медведевского района Марийской АССР. в 1970 году по личной просьбе стал директором совхоза «Шойбулакский» Медведевского района МАССР, который вывел в число передовых и крепких хозяйств. В 1972—1994 годах — начальник Марийской государственной семенной инспекции. Проявлял постоянную заботу о подготовке кадров в области семеноводства в Марийской республике и укреплении его материально-технической базы.
Является автором книг об истории развития и становления сельского хозяйства в Марийской республике: «Был в Нартасе техникум» (1999), «Страницы истории земледелия Марийского края» (2001). Последней его книгой стала «Автобиография», которую он закончил за неделю до смерти и которую издали его ученики.
В 1959—1967 годах избирался депутатом Верховного Совета Марийской АССР V—VI созыва.
За вклад в развитие сельского хозяйства в 1960 году ему присвоено звание «Заслуженный агроном РСФСР». Награждён орденами Ленина, Трудового Красного Знамени, медалями, в том числе медалью «За трудовую доблесть», а также 4 почётными грамотами Президиума Верховного Совета Марийской АССР.
Скончался 6 марта 2003 года в Йошкар-Оле.

## Признание
- Заслуженный агроном РСФСР (1960)[1][2][4]
- Орден Ленина (1971)[1][2][4]
- Орден Трудового Красного Знамени (1965)[1][2][4]
- Медаль «За трудовую доблесть» (1951)[1][2][4]
- Медаль «За доблестный труд. В ознаменование 100-летия со дня рождения Владимира Ильича Ленина»[1][2][4]
- Почётная грамота Президиума Верховного Совета Марийской АССР (1956, 1957, 1966, 1976)[1][2][4]

## Память
В декабре 2017 года в память о заслуженном агрономе РСФСР А. И. Романове состоялось открытие мемориальной доски на доме, где он жил (г. Йошкар-Ола, пр. Гагарина, д. 7). 